# Tortora (Italia)
Tortora es un municipio situado en el territorio de la provincia de Cosenza, en Calabria (Italia).

## Geografía
La localidad se sitúa en un terreno irregular y montañoso encontrándose la mayor parte incluida en el parque nacional del Pollino.

## Demografía
| Gráfica de evolución demográfica de Tortora entre 1861 y 2001 |
|                                                               |
| fuente ISTAT - elaboración gráfica a cargo de Wikipedia       |